# Chicago Bulls
Chicago Bulls este un club american de baschet cu sediul în Chicago, Illinois, Statele Unite. Ei joacă în Divizia Centrală din Conferința de Est în NBA. Echipa a fost fondată în 1966. Ei joacă meciurile de acasă pe United Center.
Echipa a fost fondată pe 16 ianuarie 1966 și a jucat primul său joc în sezonul NBA 1966–67.  Taurii își joacă jocurile de acasă la United Center, o arenă din West Side din Chicago, împărtășită cu Chicago Blackhawks din Liga Națională de Hochei (NHL).
Bulls au avut cel mai mare succes în anii 1990, când au jucat un rol important în popularizarea NBA în întreaga lume. Sunt cunoscuți pentru faptul că au una dintre cele mai mari dinastii ale NBA, câștigând șase campionate NBA între 1991 și 1998 cu două trei turme. Toate cele șase echipe ale campionatului lor au fost conduse de Hall of Famers Michael Jordan, Scottie Pippen și antrenorul Phil Jackson. Bulls sunt singura franciză NBA care a câștigat mai multe campionate în timp ce nu a pierdut niciodată o serie de finala NBA din istoria lor.
Bulls a câștigat 72 de jocuri în sezonul NBA 1995–96, stabilind un record NBA care a fost până când Golden State Warriors a câștigat 73 de jocuri în sezonul NBA 2015–16. Bulls a fost prima echipă din istoria NBA care a câștigat 70 de partide sau mai multe într-un singur sezon și singura franciză NBA care a făcut acest lucru până în Războinicii din 2015-16. 
Michael Jordan și Derrick Rose au câștigat amândoi NBA Most Valuable Player Award în timp ce jucau pentru Bulls, pentru un total de șase premii MVP.

Taurii împărtășesc rivalități cu Cleveland Cavaliers, Detroit Pistons, Miami Heat și New York Knicks. Rivalitatea Bulls cu Pistons a fost evidențiată puternic la sfârșitul anilor 1980 și începutul anilor 1990.

## Crearea echipei
La 16 ianuarie 1966, Chicago i s-a acordat o franciză NBA, numită Bulls. Chicago Bulls a devenit a treia franciză NBA din oraș, după Chicago Stags (1946–1950) și Chicago Packers / Zephyrs (1961–1963; acum Wizards de la Washington). Fondatorul Bulls, Dick Klein, a fost singurul proprietar al Bulls care a jucat vreodată baschet profesionist (pentru Chicago American Gears). El a ocupat funcția de președinte al Bulls și director general în primii ani.
După proiectul de extindere NBA din 1966, nou-înființatului Chicago Bulls i s-a permis să achiziționeze jucători de la echipele stabilite anterior în liga pentru următorul sezon 1966–67. Echipa a început în sezonul NBA 1966–67 și a înregistrat un record de 33–48, cel mai bun de către o echipă de expansiune din istoria NBA. Antrenat de Chicagoan și fostul star NBA, Johnny "Red" Kerr, și condus de fostul lider de asistență al NBA Guy Rodgers, pazitorul Jerry Sloan și înainte de Bob Boozer, Bulls s-au calificat pentru playoff-uri, singura echipă NBA care a făcut acest lucru în sezonul lor inaugural.

## 1966–1975: Succes timpuriu
În primul lor sezon, Bulls și-a jucat jocurile de acasă la Amfiteatrul Internațional, înainte de a se muta la Chicago Stadium.
Interesul fanilor a scăzut după patru sezoane, un joc în sezonul 1968 având o prezență oficială de 891 și unele jocuri au fost jucate în Kansas City. În 1969, Klein a renunțat la postul de director general și l-a angajat pe Pat Williams, care în calitate de manager de afaceri din Philadelphia 76ers a creat promoții care au ajutat echipa să devină a treia în prezența sezonului precedent. Williams a reînnoit lista de echipe, achiziționând Chet Walker de la vechea sa echipă în schimbul lui Jim Washington și redactând Norma Van Lier - care a fost tranzacționat la Cincinnati Royals și s-a alăturat doar Bulls în 1971 - în timp ce a investit și în promovare, cu acțiuni precum crearea mascota Benny the Bull. Bulls sub Williams și antrenorul principal Dick Motta s-au calificat pentru patru play-off-uri directe și au avut parte de prezențe care au crescut la peste 10.000. [11] În 1972, Bulls a stabilit un record de câștig-pierdere în franciză la 57 de victorii și 25 de pierderi. În anii '70, Bulls s-a bazat pe Jerry Sloan, înaintea lui Bob Love și Chet Walker, gardianului de gardă Norm Van Lier și centrii Clifford Ray și Tom Boerwinkle. Echipa a făcut finala conferinței în 1975, dar a pierdut în fața eventualilor campioni, Golden State Warriors, 4 jocuri la 3.
După patru sezoane de 50 de victorii, Williams a revenit în Philadelphia, iar Motta a decis să își asume și rolul de GM. Taurii au sfârșit în scădere, câștigând doar 24 de partide în sezonul 1975–76. Motta a fost concediat și înlocuit de Ed Badger.

## 1976–1984: Gilmore și Theus
Gilmore în 1977
Klein a vândut Taurii familiei Wirtz, proprietari de multă vreme ai Blackhawks din Chicago. Indiferent față de baschetul NBA, noul grup de proprietate a implementat într-un mod nefavorabil un buget extrem de ridicat, oferind puțin timp și investiții în îmbunătățirea echipei.
Artis Gilmore, achiziționat în proiectul de dispersie ABA în 1976, a condus o echipă Bulls care a inclus gardianul Reggie Theus, atacantul David Greenwood și atacantul Orlando Woolridge.
În 1979, Bulls a pierdut o monedă pentru dreptul de a selecta primul în proiectul NBA (Rod Thorn, directorul general al Bulls, numit „capete”). Dacă Bulls ar fi câștigat aruncarea, ar fi selectat Magic Johnson; în schimb, l-au selectat pe David Greenwood cu cea de-a doua alegere. Lakers din Los Angeles l-au selectat pe Johnson cu selecția achiziționată de la New Orleans Jazz, care a tranzacționat selecția pentru Gail Goodrich.
După ce Gilmore a fost tranzacționat la San Antonio Spurs pentru centrul Dave Corzine, Bulls a folosit o infracțiune de mare putere, centrată în jurul lui Theus, și care a inclus în scurt timp paznicii Quintin Dailey și Ennis Whatley. Cu toate acestea, cu rezultate neplăcute continuate, Bulls a decis să schimbe direcția, tranzacționând Theus cu Kansas City Kings în sezonul 1983–84. Participarea a început să scadă, familia Wirtz căutând să vândă grupurilor de proprietate interesate de mutarea echipei din Chicago, înainte de a vinde în proprietatea locală.

## 1984–1998: Epoca lui Michael Jordan
Michael Jordan a fost desemnat al treilea clasament general de Bulls în 1984. A câștigat șase campionate și șase MVP-uri finale pentru Chicago.
În vara lui 1984, Bulls a avut a treia selecție din proiectul NBA din 1984, după Houston și Portland. Rachete l-au selectat pe Hakeem Olajuwon, Blazers l-au ales pe Sam Bowie, iar Bulls l-au ales pe gardianul de tragere Michael Jordan. Echipa, cu un nou management în proprietarul Jerry Reinsdorf și directorul general Jerry Krause, a decis să se reconstruiască în jurul Iordaniei. Jordan a stabilit recorduri de franciză în timpul campaniei sale de recrutare pentru a marca (al treilea în liga) și a furat (al patrulea) și i-a condus pe Bulls înapoi în playoff-uri, unde au pierdut în patru partide în fața Milwaukee Bucks. Pentru eforturile sale, el a fost recompensat cu o selecție la All-NBA Second Team și NBA Rookie of the Year Award.
În următorul sezon, echipa l-a achiziționat pe John Paxson și în ziua de azi a fost tranzacționată cu Cavaliers pentru drepturile de a-l transmite pe Charles Oakley. Împreună cu Iordania și centrul Dave Corzine, aceștia au furnizat o mare parte din jignirea Bulls pentru următorii doi ani. După ce a suferit un picior rupt la începutul sezonului 1985–86, Jordan a terminat pe locul doi în echipa lui Woolridge, la scor. Iordania s-a întors pentru playoff-uri și a condus Bulls pe locul opt împotriva celor de la 67–15 Boston Celtics, condusă de Larry Bird. La acea vreme, Bulls a avut a cincea cea mai proastă înregistrare a oricărei echipe care s-a calificat pentru playoff-urile din istoria NBA. [12] Deși Bulls-ul a fost măturat, Jordan a înregistrat un record de single-play la 63 de puncte în jocul 2 (care rămâne până în ziua de azi), determinând Bird să-l numească „Dumnezeu deghizat în Michael Jordan”.
În sezonul NBA 1986–87, Jordan și-a continuat atacul asupra cărților de recorduri, conducând liga în punctaj cu 37,1 puncte pe meci și devenind primul taur numit pentru echipa All-NBA. Taurii au terminat 40–42, ceea ce a fost suficient de bun pentru a-i califica în playoff. Cu toate acestea, au fost din nou îndepărtați de celtici în playoff. În proiectul din 1987, pentru a rezolva lipsa lor de profunzime, Krause a selectat centrul Olden Polynice a opta a opta și a avansat-o pe Horace Grant a 10-a generală, apoi l-a trimis pe Polynice la Seattle, într-un schimb de zile pentru proiectul pentru a cincea selecție, micul atacant Scottie Pippen. Cu Paxson și Jordan în teren, Brad Sellers și Oakley la locurile de avans, centrul de ancorare Corzine și rookies-urile Pippen și Grant venind de pe bancă, Bulls-ul a câștigat 50 de jocuri și a avansat în semifinalele Conferinței de Est, unde au fost bătute de către eventuale campioni ale Conferinței de Est Detroit Pistons în cinci jocuri. Pentru eforturile sale, Jordan a fost numit NBA Most Valuable Player, premiu pe care l-ar câștiga încă de patru ori pe parcursul carierei sale. Sezonul 1987–88 va marca și începutul rivalității Pistons-Bulls care s-a format din 1988 până în 1991.
Sezonul 1988-1989 a marcat un al doilea an consecutiv de mutări importante în afara sezonului. Avocatul Charles Oakley, care a condus liga în total recuperări atât în 1987 cât și în 1988, a fost tranzacționat în ajunul proiectului NBA din 1988 la New York Knicks, împreună cu un prim tur de selecție folosit de Knicks pentru a selecta Rod Strickland pentru centrează Bill Cartwright și o primă rundă, pe care Bulls a folosit-o pentru a obține centrul Will Perdue. În plus, Bulls a achiziționat de la Phoenix trăgătorul Craig Hodges în trei puncte. Noua formație de start formată din Paxson, Jordan, Pippen, Grant și Cartwright a luat ceva timp la mesh, câștigând mai puține jocuri decât sezonul precedent, dar a ajuns până la finala Conferinței de Est, unde au fost învinși în șase jocuri de către Campionul NBA Pistons.
În 1989–90, Iordania a condus liga în scorul pentru cel de-al patrulea sezon drept și a fost alăturat pentru prima oară pe echipa de toate stelele de Pippen. De asemenea, a fost o schimbare majoră în afara sezonului, unde antrenorul principal Doug Collins a fost înlocuit de antrenorul asistent Phil Jackson. De asemenea, Bulls a ridicat centrul de stânci Stacey King și gardianul de punct rookie B. J. Armstrong în proiectul din 1989. Cu acești jucători suplimentari și cu cinci începători ai anului precedent, Bulls a ajuns din nou la finala conferinței și i-a împins pe Pistons la șapte partide înainte de a fi eliminat pentru al treilea an consecutiv, Pistons urmând să repete ca campioni NBA.

## 1991–1993: Primul campionat cu trei turnee
Michael Jordan împotriva Los Angeles Lakers la finala NBA din 1991
În sezonul 1990-1991, Bulls a înregistrat un record de franciză de 61 de victorii și au trecut prin playoff-uri, unde au măturat pe Knicks în primul tur, au învins Philadelphia 76ers în semifinale, apoi au eliminat apărarea campioanei Pistons în Conferință Finala și a câștigat finala NBA în cinci jocuri peste Los Angeles Lakers, conduse de Magic Johnson.
Bulls au câștigat al doilea titlu drept în 1992, după ce au acumulat un alt record de franciză pentru victorii cu 67. Au măturat Miami Heat în primul tur, Knicks în șapte jocuri în turul doi, apoi Cleveland Cavaliers în șase jocuri în est. Conferința la finala pentru al doilea an la rând, în care au învins Portl Trail Blazers, condus de Clyde Drexler, în șase partide.
În 1993, Bulls a câștigat cel de-al treilea campionat consecutiv învingând Atlanta Hawks, Cleveland Cavaliers și New York Knicks în primele trei runde ale playoff-urilor și înfrângând apoi MVP-ul sezonului regulat Charles Barkley și Phoenix Suns în finale, cu Paxson la trei- pointer cu 3,9 secunde rămase, oferindu-le o victorie de 99-98 în jocul 6 din Phoenix.

## 1993–1995: Prima pensionare a lui Jordan
La 6 octombrie 1993, Michael Jordan a șocat comunitatea de baschet anunțându-și pensionarea, la trei luni după uciderea tatălui său. Taurii au fost apoi conduși de Scottie Pippen, care s-a stabilit ca unul dintre jucătorii de top din ligă câștigând în 1994 All-Star MVP. El a primit ajutor de la Horace Grant și B. J. Armstrong, care au fost numiți la primele lor jocuri de toate stelele. Cei trei au fost ajutați de Cartwright, Perdue, paznicul de împușcare Pete Myers și de atacantul croat Toni Kukoč. În ciuda Bulls câștigând 55 de partide în sezonul 1993–94, aceștia au fost bătuți în șapte partide de Knicks în turul doi al playoff-urilor, după o convocare controversată a arbitrului Hue Hollins în jocul 5 din acea serie. În cele din urmă, Knicks a ajuns la finala NBA în acel an, dar a pierdut în fața rachetelor de la Houston. Taurii au deschis sezonul 1994–95 lăsând casa lor de 27 de ani, Chicago Stadium, și mutându-se în casa lor actuală, United Center.
În 1994, Bulls i-a pierdut pe Grant, Cartwright și Scott Williams la agenția liberă, iar John Paxson la pensionare, dar l-a ridicat pe gardianul de împușcare Ron Harper, aparent moștenitorul aparent pentru Iordania în tripla postare a antrenorului asistent Tex Winter și în favoarea mică. Jud Buechler. Taurii au pornit Armstrong și Harper în curtea din spate, Pippen și Kukoč la locurile din față, iar Perdue la centru. De asemenea, l-au avut pe știftul Steve Kerr, pe care l-au achiziționat prin intermediul agenției gratuite înainte de sezonul 1993-194, Myers și centrele Luc Longley (achiziționate prin comerț în 1994 de la Minnesota Timberwolves) și Bill Wennington. Cu toate acestea, s-au luptat în timpul sezonului, pe 18 martie 1995, au primit vestea că Michael Jordan ieșea din pensionare. El a marcat 55 de puncte față de Knicks în doar cel de-al cincilea joc înapoi și i-a dus pe Bulls la a cincea sămânță în playoff, unde au învins Charlotte Hornets. Cu toate acestea, Jordan și Bulls nu au reușit să depășească eventualul campion al Conferinței de Est Orlando Magic, care a inclus Horace Grant, Anfernee Hardaway și Shaquille O'Neal. Când Jordan s-a întors la Bulls, el a purtat inițial numărul 45 (care era numărul său în timp ce juca pentru Birmanham Barons, o afiliere a ligii minore a Chicago White Sox). El a ales numărul 45 pentru că fratele său mai mare Larry purta acest număr în liceu. Michael a vrut să fie jumătate la fel de bun ca fratele său, așa că a ales 23, care este jumătate din 45 (22.5) rotunjit. Cu toate acestea, Jordan a revenit la familiarele 23 înaintea jocului 2 din seria Orlando Magic.
În extrasezon, Bulls l-a pierdut pe Armstrong în proiectul de extindere, iar Krause l-a tranzacționat pe Perdue la San Antonio Spurs pentru specialistul din rebote Dennis Rodman, care câștigase ultimele patru titluri de recuperări și care fusese și membru al Pistoanelor din Detroit Echipa „Băieții răi” care a servit ca nemțea șefă a taurilor la sfârșitul anilor ’80.

## 1995–1998: Al doilea campionat cu trei turnee
Cu o gamă de Harper, Jordan, Pippen, Rodman și Longley și poate cea mai bună bancă a ligii în Steve Kerr, Kukoč, Wennington, Buechler și paznicul Randy Brown, Bulls a fost văzut ca echipa să câștige din nou pentru finala NBA.
Taurii au început campania 1995-1969 cu o victorie de 105-191 asupra Hornets-urilor vizitate. În acel joc, Michael Jordan a înregistrat 42 de puncte, 6 recuperări și 7 asistențe pentru Bulls. [13] Următorul meci, au fost împotriva celor de la Boston Celtics. Taurii au marcat 35 de puncte în al treilea sfert în timp ce se îndepărtează de Celtics, 107–85. Șase jucători de Bulls au înscris în cifre duble în această victorie. [14] Bulls din 1995–96 a înregistrat una dintre cele mai bune îmbunătățiri pentru un singur sezon din istoria ligii și cel mai bun record de un singur sezon la acea vreme, trecând de la 47–35 la 72–10, devenind prima echipă NBA care a câștigat 70 sau mai multe partide. [15] Iordania a câștigat al optulea titlu de scor, iar Rodman cel de-al cincilea titlu de revenire drept, în timp ce Kerr a terminat pe locul doi în liga în procente de trei puncte. Iordania a obținut tripla coroană evazivă cu NBA MVP, NBA All-Star Game MVP și NBA Finals MVP. Krause a fost numit NBA Executiv al anului, Jackson Coach of the Year, și Kukoč al șaselea om al anului. Atât Pippen, cât și Jordan au făcut prima echipă All-NBA, iar Jordan, Pippen și Rodman au făcut prima echipă All-Defensive, făcând Bulls-ul să fie singura echipă din istoria NBA cu trei jucători din prima echipă All-Defensive. [16]
În plus, echipa din 1995–96 deține mai multe alte recorduri, inclusiv cel mai bun record rutier într-un sezon standard de 41 de jocuri rutiere (33–8), cel mai bun start din toate timpurile de către o echipă (41–3) și cel mai bun început acasă (37–0). Bulls a înregistrat, de asemenea, cea de-a doua cea mai bună înregistrare acasă din istorie (39–2), în spatele marcii de acasă din 1985–86 Celtics 40–1. Echipa a triumfat peste Miami Heat în primul tur, New York Knicks în turul doi, Orlando Magic în estele conferințelor finale și în final Gary Payton, Shawn Kemp și Seattle SuperSonics pentru al patrulea titlu. Chicago Bulls din 1995–96 sunt considerate ca fiind una dintre cele mai mari echipe din istoria baschetului. [17]
În sezonul 1996-1997, Bulls a ratat un al doilea sezon consecutiv de 70 de victorii, pierzând cele două finale pentru a încheia 69–13. Ei și-au repetat dominația de acasă, mergând cu 39–2 la Centrul Unit. [18] Bulls a plafonat sezonul învingând Bullets, Hawks și Heat în primele trei runde ale playoff-urilor, pe ruta pentru a câștiga cel de-al cincilea campionat al NBA asupra lui John Stockton, Karl Malone și Utah Jazz. Jordan a obținut cel de-al doilea drept și al nouălea titlu de notare în carieră, în timp ce Rodman a obținut cel de-al șaselea titlu de revenire drept. Jordan și Pippen, împreună cu Robert Parish, care a fost membru la Bulls la acea vreme, au fost, de asemenea, onorați ca membri ai celor mai mari 50 de jucători din toate timpurile, cu NBA care sărbătorește cel de-al 50-lea sezon. [19] Parish, al cărui singur sezon cu Bulls ar fi ultimul său an în ligă, a fost nominalizat pentru cariera sa stelară cu Boston Celtics.
Sezonul 1997–98 a fost unul dintre agitații pentru Bulls campionul NBA. [21] Mulți au speculat că acesta va fi sezonul final al echipei Michael Jordan cu echipa. [21] Viitorul lui Phil Jackson cu echipa a fost, de asemenea, îndoielnic, întrucât relația cu managerul general al echipei, Jerry Krause, a fost una din ce în ce mai mare. Scottie Pippen căuta o prelungire semnificativă a contractului pe care credea că o merită, dar nu primea de la organizație. În ciuda agitației care a înconjurat Taurii, au avut încă un sezon remarcabil, cu un record final al sezonului regulat de 62–20. Iordania va fi desemnat MVP-ul ligii pentru a cincea și ultima dată, iar Bulls a intrat în playoff-uri ca semința numărul unu în Conferința de Est.
Prima rundă a playoff-urilor pentru Tauri a fost împotriva New Jersey Nets, o echipă condusă de Keith Van Horn, Kendall Gill și Sam Cassell. Taurii au măturat rețelele trei la nimic în cele mai bune cinci serii. Semifinala conferinței a fost mai provocatoare, cu Charlotte Hornets a furat jocul doi de la Bulls de la United Center și a legat seria 1-1. Dar Taurii au învins cu ușurință Hornet-urile în următoarele trei jocuri ale seriei. Finala conferinței a fost o provocare pentru tauri, în timp ce s-au îndreptat împotriva Regalelor Miller, Indiana Pacers, condusă de Reggie Miller. Experții au fost de părere că Pacers a avut cea mai bună șansă de a învinge taurii [21]. Pacersul nu a oferit Bulls niciun fel de victorii pe drum, câștigând jocurile 3, 4 și 6, trimițând seria la un joc decisiv șapte la United Center. Taurii au dominat și au bătut Pacers 88-83, câștigând cel de-al 6-lea Campionat al Conferinței de Est.
Într-o finală mult așteptată, The Bulls s-a confruntat cu echipa pe care a bătut-o anul precedent, Utah Jazz. Condusă de Karl Malone și John Stockton, Jazz-ul s-a simțit încrezător că ar putea învinge Bulls, câștigând un joc la Delta Utah. Față de un potențial deficit de doi sau nimic, Bulls a câștigat partida 2 la Delta Center și a egalat seria. Taurii s-au întors la United Center și, câștigând următoarele două jocuri, au luat conducerea seriei 3-1. Jazzul a câștigat Game 5 cu două puncte, 83–81. Jocul 6 a fost o luptă grea pentru ambele echipe, întrucât Jazz-ul a avut un avans în întârziere. Cu trei puncte până la Jazz, Michael Jordan a condus Bulls la o victorie finală. Jordan a lovit o lovitură pentru a-i aduce pe Bulls în termen de 1, apoi a furat mingea de la Karl Malone și a lovit lovitura câștigătoare a meciului cu 5,2 secunde rămase la ceas. Cu un scor de 87–86, John Stockton a reușit să obțină un punctaj cu trei puncte, dar a ratat, oferindu-i Bulls al șaselea campionat în opt ani. Jordan va fi desemnat Finala MVP pentru a șasea oară în cariera sa. S-a retras pentru a doua oară pe 13 ianuarie 1999.

## 1998–2008: lupte post-dinastie
Vara anului 1998 a adus un sfârșit abrupt erei campionatului. [22] Krause a simțit că Taurii erau pe punctul de a fi prea bătrâni și de a nu putea concura. El a decis că singurele opțiuni ale echipei au fost să reconstruiască sau să îndure un declin lent. Planul său era să scoată la iveală talentul îmbătrânit și să obțină alegeri de proiecte ridicate, în timp ce șterge spațiul plafonului salarial pentru a face o fugă la mai mulți agenți liberi promițători în doi ani. După ce a fost vetată într-o tentativă anterioară a proprietarului Jerry Reinsdorf, Krause a tranzacționat Scottie Pippen pentru Roy Rogers (care a fost lansat în februarie 1999) și o selecție condiționată din cel de-al doilea rund din rachetele Houston. De asemenea, a decis să nu-l semneze din nou pe Dennis Rodman și i-a tranzacționat pe Luc Longley și Steve Kerr pentru alte selecții de proiect. El a angajat un nou antrenor, Tim Floyd, care a condus un program de succes la Iowa State University. La plecarea lui Phil Jackson, Michael Jordan și-a făcut oficial al doilea pensionar. Cu o nouă formație de pornire a apărătorului Randy Brown, cu gardianul de împușcare Ron Harper, nou-venit Brent Barry la față, Toni Kukoč, și centrul Bill Wennington, echipa a început închiderea blocajului sezonul 1998–99. Kukoč a condus echipa în marcaj, revenire și asistare, dar echipa a câștigat doar 13 din 50 de jocuri. Cel mai scăzut punct al sezonului a venit pe 10 aprilie într-un meci împotriva Miami Heat. În acel joc, Bulls a obținut 49 de puncte pentru a stabili un record NBA pentru cele mai puține puncte dintr-un joc din era ceasului.
Finalul dezastruos din anul precedent a venit cu un punct culminant: echipa a câștigat lotul proiectului și drepturile de a transmite Elton Brand. Din moment ce echipa a pierdut Harper, Wennington și Barry în extrasezon, Brand și colegul său rookie Ron Artest au condus echipa pe tot parcursul anului, mai ales după ce Kukoč a ratat cea mai mare parte a sezonului din cauza accidentării și a fost apoi distribuit pentru o selecție de proiect la tranzacționare. termen limita. Brand a înregistrat prima medie 20-10 pentru Bulls încă din zilele lui Artis Gilmore. El i-a condus pe toți rookii în marcaj, recuperări, blocuri, procent de goluri în minut și minute, în timp ce Artest a condus toți rookii în furturi și a terminat pe locul doi în echipă, în marcaj. Pentru eforturile sale, Brand a fost numit co-Rookie al anului 1999-2000 alături de Steve Francis de la Houston, și la prima echipă de toți rookie, în timp ce Artest a fost numit la echipa secundă all-rookie. Cu toate acestea, echipa a stabilit un nivel de franciză scăzut la 17–65, al doilea cel mai rău din ligă.
După o vară în care Bulls au asistat la majoritatea agenților liberi majori și minori, Tim Duncan, Grant Hill, Tracy McGrady, Eddie Jones și chiar Tim Thomas aleg să rămână cu echipele lor (sau să plece în altă parte), mai degrabă decât să semneze cu ei, Krause a semnat agentul gratuit Centrul Brad Miller și gardianul de împușcare Ron Mercer, și-au întocmit avansul de putere Marcus Fizer și tranzacționarea selecției proiectului Chris Mihm la Cleveland pentru drepturile paznicului Jamal Crawford. Brand a condus din nou echipa la notare și recuperări cu încă un sezon 20-10, dar noile achiziții nu au reușit să aibă un impact major, și au terminat cu cel mai slab record din istoria echipei și cel mai rău al ligii din sezonul 15–67.
Pentru sezonul 2002-2003, Bulls a jucat cu mult optimism. Au preluat fenomul colegiului Jay Williams, cu al doilea selecție din proiect. Williams a făcut echipă cu Jalen Rose, Crawford, Fizer, noul venit Donyell Marshall, Curry, Chandler și gardianul Trenton Hassell pentru a forma un nucleu tânăr și interesant, care s-a îmbunătățit până la 30–52 în primul sezon complet al lui Bill Cartwright ca antrenor principal. Curry a condus liga în procent de goluri de teren, devenind primul Bull de când Iordania a condus liga într-o categorie statistică majoră.
În vara anului 2003, GM-ul de mult timp, Jerry Krause, s-a retras, iar fostul jucător și comentator de culori John Paxson a fost atins ca succesorul său. Jay Williams, care a pornit dintr-o promițătoare campanie de novici, a fost rănit grav în urma unui accident de motocicletă. Contractul său a fost cumpărat de Bulls în februarie 2004 și el încă nu a revenit la joc. Paxson l-a ales pe Kirk Hinrich cu al șaptelea selecție în proiect, și a semnat agentul veteran liber și fostul jucător de franciză Scottie Pippen. Cu Pippen jucând, Cartwright la margine, și Paxson în față, Bulls au sperat ca o parte din magia campionatului să se întoarcă.
Cu toate acestea, sezonul 2003-2004 a fost o dezamăgire răsunătoare. Eddy Curry a regresat, ducând la întrebări despre condiționarea și angajamentul său. Tyson Chandler a fost afectat de o accidentare cronică la spate, lipsind mai mult de treizeci de jocuri. Abilitatea lui Pippen de a influența jocurile a fost afectată de problemele genunchiului și el a avut în vedere deschis pensionarea. Jamal Crawford a rămas inconsistent. Bill Cartwright a fost concediat ca antrenor principal în decembrie și înlocuit cu fostul antrenor Phoenix, Scott Skiles. Un schimb cu Toronto Raptors i-a adus pe Antonio Davis și Jerome Williams în schimbul lui Rose și Marshall în ceea ce a fost văzut ca o schimbare majoră în strategia echipei de la câștigarea cu atletism la câștigarea cu muncă asiduă și apărare. După ce s-a luptat pe tot parcursul sezonului, Bulls a terminat cu 23 de victorii și 59 de pierderi, a doua cea mai proastă înregistrare din liga. Fizer nu a fost semnat din nou, iar Crawford a fost resemnat și tranzacționat la Knicks pentru expirarea contractelor. Hinrich a oferit singurul punct luminos, devenind un favorit al fanilor pentru determinarea sa gresie și apărarea tenacică. El a câștigat un loc în prima echipă All-Rookie.

## 2004–2007: reînviere
În extrasezonul din 2004, Paxson a tranzacționat o selecție de proiect din 2005 la Phoenix Suns în schimbul unei selecții suplimentare în proiectul NBA din 2004. El a folosit alegerile pentru a selecta gardianul Connecticut Ben Gordon și ducele mic, înaintea lui Luol Deng, în primul tur, și pe ducele de gardă, Chris Duhon, în al doilea. Paxson a semnat, de asemenea, agentul mic Andez Nocioni, care a câștigat recent o medalie de aur olimpică ca membru al echipei naționale de baschet din Argentina. După ce au pierdut primele nouă partide ale sezonului, Bulls au început să prezinte semne de îmbunătățire în spatele apărării îmbunătățite a echipei și a jocului din patru sferturi de la Gordon. Bulls, care a fost 0–9 pentru a începe sezonul, a încheiat sezonul regulat 47–35, cu a treia cea mai bună înregistrare în Conferința de Est și a avansat în playoff-urile NBA pentru prima dată de la plecarea Iordaniei. În prima rundă, Bulls-ul cu 4 semințe a jucat pe Vrăjitorii de la Washington. În ciuda unei accidentări la Deng și a unei probleme cardiace cu Curry, Bulls a deschis seria cu două victorii acasă, dar a pierdut următoarele patru jocuri și seria. După sezon, Ben Gordon a devenit primul rookie care a câștigat NBA Sixth Man Award și primul Bull de la Kukoč, în 1996, care a câștigat acest premiu.
În afara sezonului din 2005, Bulls a semnat agentul gratuit Tyson Chandler. Cu toate acestea, Curry a arătat posibile simptome ale unei boli de inimă rezultate în urma unui murmur cardiac în timpul verificărilor, iar Paxson nu l-ar limpezi să joace fără teste ADN ample. În cele din urmă, Curry a refuzat să participe la teste, iar el a fost tranzacționat împreună cu Antonio Davis la New York Knicks pentru Michael Sweetney, Tim Thomas și ceea ce a devenit a doua alegere a proiectului NBA din 2006 - precum și dreptul de a schimba alegeri. cu New York în proiectul NBA din 2007.
Fără o prezență semnificativă după post, Bulls a luptat pentru cea mai mare parte a sezonului 2005-2006. Cu toate acestea, o creștere de la 12-2 la sfârșitul sezonului le-a permis să termine 41-41 și să se califice pentru playoff-urile din 2006 ca a șaptea sămânță. Acolo, Taurii s-au confruntat cu Miami Heat. După două pierderi strânse la Miami, Bulls a reușit să câștige în jocul 3 și o altă victorie în Game 4. Cu toate acestea, Heat a luat următoarele două jocuri pentru a câștiga seria și a continuat să câștige campionatul din acel an. Câțiva jucători tineri de la Bulls au câștigat totuși experiență suplimentară în postseason, iar Nocioni s-a transformat într-o serie remarcabilă de performanțe care au depășit cu mult mediile sezonului său.
În proiectul NBA din 2006, Bulls-urile au fost premiate în centrul LaMarcus Aldridge și l-au tranzacționat imediat la Portland Trail Blazers, pentru Tyrus Thomas și pentru Viktor Khryapa. Într-un al doilea turneu de tranzacționare, Bulls-ul l-a ales pe Rodney Carney și l-a tranzacționat la 76ers din Philadelphia pentru gardian Thabo Sefolosha. Mai târziu în acea vară, jucătorul defensiv de patru ori al anului Ben Wallace a semnat cu Bulls pentru un contract raportat de 60 de milioane de dolari. În urma semnării lui Wallace, Bulls l-a tranzacționat pe Tyson Chandler, ultimul jucător rămas din epoca Krause, către (atunci) New Orleans / Oklahoma City Hornets pentru a promova veteranii PJ Brown și JR Smith și a spațiului pentru salariul folosit pentru a semna fostul co-căpitan de la Chicago, Adrian Griffin.
În 2006-2007, Bulls a depășit un început de sezon 3–9 pentru a termina 49–33, a treia cea mai bună înregistrare în Conferința de Est. În prima rundă, Bulls s-a confruntat din nou cu Miami, apărarea campionilor NBA. Bulls-ul a câștigat în linii mari jocul 1 acasă, apoi l-a urmat cu o victorie în favoarea jocului 2. La Miami, Bulls s-a raliat dintr-un deficit de 12 puncte din a doua jumătate pentru a câștiga Game 3 și apoi a înregistrat o altă victorie de revenire în Game 4. The Ziua de patru bătăi a campionilor apărători a uluit mulți observatori ai NBA. A fost prima victorie din seria de playoff din Chicago din 1998, sezonul trecut al lui Jordan cu echipa.
Bulls a avansat apoi pentru a înfrunta Detroit Pistons, marcând pentru prima dată când rivalii Diviziei Centrale s-au întâlnit în playoff-uri din 1991. The Pistons a câștigat primele trei jocuri, inclusiv o revenire mare în Game 3. Nicio echipă NBA nu s-a întors niciodată de la un Deficitul 0–3 pentru câștigarea seriei, dar Bulls a evitat o măturare câștigând jocul 4 cu 10 puncte. Taurii au câștigat apoi cu ușurință Game 5 în Detroit și au avut șansa de a face istorie NBA. Dar au pierdut acasă în meciul 6 cu 10, iar Pistons a câștigat seria 4–2 pe 17 mai.

## 2007–2008: Lipsește playoff-urile
În timpul sezonului, Bulls l-a semnat pe Joe Smith și gardianul Adrian Griffin, și la redactat centrul Joakim Noah. Cu toate acestea, distragerile au început atunci când Luol Deng și Ben Gordon au refuzat prelungirile contractului, nu au menționat niciodată motivele. Apoi au apărut zvonuri conform cărora Bulls urmăreau vedete precum Kevin Garnett, Pau Gasol și, în special, Kobe Bryant. Niciuna dintre aceste oferte nu s-a întâmplat, iar directorul general John Paxson a negat că o înțelegere a fost vreodată iminentă.
Bulls a început sezonul NBA 2007–08 pierzând 10 din primele 12 partide ale sale, iar pe 24 decembrie 2007, după un început de 9–16, Bulls a concediat antrenorul principal Scott Skiles. Jim Boylan a fost numit antrenorul principal interimar la 27 decembrie 2007.
Pe 21 februarie 2008, Ben Wallace, Joe Smith, Adrian Griffin și selecția de a doua rundă din 2009 a Bulls au fost schimbate pentru Drew Gooden, Cedric Simmons, Larry Hughes și Shannon Brown, într-un acord comercial cu trei echipe care implică Cleveland Cavaliers și Seattle SuperSonics. [23] Boylan nu a fost reținut pe 17 aprilie la încheierea sezonului 2007–08 după ce a întocmit un record de 24–32 cu Bulls. Bulls a încheiat campania 2007-2008 cu un record de 33–49, o inversare completă a recordului de anul trecut.
După expirarea mandatului provizoriu al lui Jim Boylan, Bulls a început procesul de selecție a unui nou antrenor principal. Au fost în discuții cu fostul antrenor principal al lui Phoenix, Mike D'Antoni, dar pe 10 mai 2008, a semnat cu New York Knicks. Alte opțiuni posibile includ fostul antrenor principal Dallas, Avery Johnson, și fostul antrenor al echipei Bulls, Doug Collins. Collins și-a dat demisia din lista de antrenori pe 4 iunie 2008, raportând că nu voia să-și strice prietenia cu Jerry Reinsdorf.
La 10 iunie 2008, Chicago Bulls G.M. John Paxson l-a angajat pe Vinny Del Negro, fără experiență de antrenor, pentru a-l antrena pe tânărul Bulls. La 3 iulie 2008, Chicago Tribune a raportat că Del Harris a acceptat să devină antrenor asistent pentru Chicago Bulls împreună cu fostul antrenor principal Charlotte Bobcats, Bernie Bickerstaff și cu asistentul de lungă durată al NBA, Bob Ociepka. Alături de Bickerstaff și Ociepka, Harris a ajutat la stabilirea unei prezențe veterane pe echipa de antrenori și l-a ajutat pe antrenorul principal de școală, Del Negro.

## 2008–2010: Apariția lui Derrick Rose
Cu o șansă subțire de 1,7% de a câștiga drepturile la proiectul numărul 1, Bulls a câștigat loteria de proiecte NBA din 2008 și a selectat primul loc. Cu aceasta, Bulls a devenit echipa cu șansele cele mai mici de a câștiga să câștige vreodată la loterie, de când a fost modificată pentru proiectul NBA din 1994 și a doua cea mai mică vreodată. La 26 iunie 2008, Bulls a elaborat Derrick Rose, originar din Chicago, de la Universitatea din Memphis, ca alegere a numărului 1. La numărul 39 au selectat Sonny Weems. Ulterior, Bulls a tranzacționat Weems la Denver Nuggets pentru selecția obișnuită a turneului secund din 2009 din Denver. Apoi, Bulls au achiziționat Ömer Așık de la Portland Trail Blazers (selectat cu cea de-a 36-a selecție) pentru selecția de proiect din runda a doua din Denver din 2009, selecția de a doua rundă din New York din 2009 și selecția obișnuită a turneului Bulls din 2010. Bulls l-a semnat pe Luol Deng la un contract de șase ani de 71 de milioane de dolari la 30 iulie 2008. Ulterior, el a fost afectat de o vătămare care l-a ferit de acțiune pentru cea mai mare parte a sezonului 2008-2009. Ben Gordon a semnat un contract pe un an pe 2 octombrie 2008.
Derrick Rose a fost proiectat în primul rând de Bulls în 2008. El a fost MVP în sezonul regulat 2010-2011.
La 18 februarie 2009, Bulls și-a făcut prima dintre mai multe meserii, trimițându-i pe Andrés Nocioni, Drew Gooden, Cedric Simmons și Michael Ruffin în Regii Sacramento pentru Brad Miller și John Salmons. [24] Apoi, pe 19 februarie 2009, termenul limită pentru comerțul NBA, Bulls a tranzacționat Larry Hughes la New York Knicks pentru Tim Thomas, Jerome James și Anthony Roberson. [25] Mai târziu în acea zi, Bulls a făcut cel de-al treilea comerț într-un interval de mai puțin de 24 de ore trimițându-l pe swingerul Thabo Sefolosha la Oklahoma City Thunder pentru un prim tur din 2009. [26] Tranzacțiile au adus o împingere a sezonului târziu pentru tauri, care în final au încheiat o dană la playoff pe 10 aprilie 2009, a patra a lor în ultimii cinci ani. Au încheiat sezonul cu un record 41-41. Recordul lor a fost suficient de bun pentru a asigura o serie de numărul 7 în Playoff-urile din NBA din 2009, jucând o serie dură împotriva celor de la Boston Celtics. În jocul 1, Derrick Rose a obținut 36 de puncte, împreună cu 11 asistențe, legând recordul lui Kareem Abdul-Jabbar pentru cele mai multe puncte obținute de un rookie în debutul din playoff. După ce a doborât recordul pentru majoritatea prelungirii jucate într-o serie Noff Playoffs, Boston Celtics a reușit să învingă Bulls după 7 jocuri și 7 perioade de prelungiri jucate. [27]
Taurii au avut două selecții din prima rundă în proiectul NBA din 2009 și au decis să-l scoată pe Wake Forest în fața lui James Johnson și a sportivului USC Taj Gibson. [28] În 2009 din NBA în afara sezonului, Bulls și-a pierdut golgheterul principal, Ben Gordon, când a semnat cu rivalul lor divizional, Detroit Pistons.
Pe 18 februarie 2010, John Salmons a fost tranzacționat la Milwaukee Bucks pentru Joe Alexander și Hakim Warrick. Între timp, Tyrus Thomas a fost tranzacționat la Charlotte Bobcats pentru Acie Law, Flip Murray și un viitor pick-up protejat. Pe 14 aprilie 2010, taurii au învins playoff-urile cu semințele numărul 8. Spre deosebire de anul precedent, cu toate acestea, alergarea Bulls a fost mai scurtă și mai puțin dramatică, deoarece au fost eliminați de Cavalerii Cleveland în cinci jocuri. La 4 mai 2010, Bulls a concediat oficial antrenorul principal Vinny Del Negro. [29]

## 2010–2011: Sosirea lui Tom Thibodeau
Tom Thibodeau a antrenat Bulls la 62 de victorii în primul său sezon.
La începutul lunii iunie 2010, asistentul Boston Celtics, Tom Thibodeau, a acceptat un contract pe trei ani pentru a ocupa postul vacant de antrenor în funcția de Bulls. [30] El a fost prezentat oficial pe 23 iunie. [31] Pe 7 iulie, s-a dezvăluit că Carlos Boozer de la Utah Jazz a convenit verbal la un contract pe 80 de milioane de dolari, pe cinci ani. După aceea, Bulls-ul l-a tranzacționat pe veteranul paznic Kirk Hinrich către Vrăjitorii de la Washington, pentru a crea mai mult spațiu. De asemenea, Bulls a semnat Kyle Korver, fostul instrument de corecție 76er și Jazz, pe un contract de 15 milioane de dolari pe trei ani. În aceeași zi în care taurii au semnat Kyle Korver, au semnat turcul All-Star Ömer Așık. După ce s-au asortat cu Orlando Magic pentru JJ Redick, ei au semnat al treilea agent liber de la Jazz în extrasezon în garda de împușcare Ronnie Brewer, au fost tranzacționate pentru fostul gardian al punctului de război CJ Watson și au semnat și fostul potențial Bucks, Kurt Thomas. ca fost jucător al lui Spurs Keith Bogans și fostul celtic Brian Scalabrine.
Rose a câștigat 2011 NBA MVP Award, devenind astfel cel mai tânăr jucător din istoria NBA care a câștigat-o. A devenit primul jucător de la Bulls de la Michael Jordan care a câștigat premiul. În calitate de echipă, Chicago a încheiat sezonul regulat cu un record de 62–20 din liga cea mai bună și a obținut prima sămânță în Conferința de Est pentru prima dată din 1998. Bulls a învins Indiana Pacers și Atlanta Hawks în cinci și șase jocuri, respectiv, ajungând astfel la finalele Conferinței de Est pentru prima dată din 1998 și s-au confruntat cu Miami Heat. După ce au câștigat primul joc al seriei, au pierdut următoarele patru partide, încheindu-și sezonul.

## 2011–2014: Anotimpuri afectate de vătămări pentru Derrick Rose
În timpul extrasezonului, Bulls s-a impus cu Jimmy Butler pe locul 30 în general în proiectul NBA din 2011. După ce blocajul NBA s-a încheiat, Bulls l-a pierdut pe Kurt Thomas în fața agenției gratuite și l-a eliberat pe Keith Bogans. Bulls l-a semnat pe agentul veteran de împușcare Richard „Rip” Hamilton într-o afacere de trei ani, după ce a fost renunțat la Pistons de la Detroit. Bulls i-a acordat, de asemenea, MVP Derrick Rose o prelungire de contract pe 5 ani în valoare de 94,8 milioane USD.
Derrick Rose a fost votat ca starter All-Star al NBA pentru al doilea an consecutiv și a fost al treilea principal jucător votat în general, în spatele lui Dwight Howard și Kobe Bryant. Luol Deng a fost, de asemenea, selectat ca rezervă pentru Conferința de Est. Aceasta a fost prima dată când Bulls a avut două stele toate din 1997, când Michael Jordan și Scottie Pippen au fost duo. Derrick Rose a fost rănit în cea mai mare parte a sezonului NBA 2011–12; Cu toate acestea, echipa a fost încă în măsură să termine cu un record 50-16 și a obținut prima sămânță în Conferința de Est pentru cel de-al doilea an consecutiv și cel mai bun record general din NBA (legat cu San Antonio Spurs). Rose a suferit o nouă accidentare când și-a sfâșiat ACL-ul în cel de-al patrulea sfert al primului joc de playoff din 28 aprilie 2012, împotriva celor de la Philadelphia 76ers și a ratat restul seriei. Antrenorul principal, Tom Thibodeau, a fost criticat pentru faptul că l-a menținut pe Rose în joc, chiar dacă Bulls se afla, în esență, la câteva minute de victoria lor asupra celor 76 de ani. Bulls a pierdut următoarele trei meciuri și, de asemenea, l-a pierdut pe Noah la o accidentare la picior, după ce s-a rostogolit grav pe gleznă pășind pe piciorul lui Andre Iguodala în partida 3; el a revenit pentru o parte din sfertul al patrulea al acestui joc, dar a ratat următoarele jocuri din serie. După ce a câștigat Game 5 acasă, Bulls a fost eliminat de 76ers în Game 6 din Philadelphia, devenind a cincea echipă din istoria NBA care va fi eliminată ca o primă sămânță de o a opta semință. În jocul 6, Andre Iguodala a scufundat două aruncări libere cu 2,2 secunde pentru a pune 76ers în sus 79–78 după ce a fost faultat de Ömer Așık, care a ratat două aruncări libere cu cinci secunde mai devreme. La sfârșitul sezonului, Boozer și Așık au fost singurii membri de pe scorul Bulls care au jucat în fiecare meci, Korver și Brewer lipsind o singură partidă. În extrasezon, Bulls a renunțat la Lucas Raptors Toronto, Brewer la New York Knicks, Korver la Atlanta Hawks, Watson la Brooklyn Nets și Așık la Houston Rockets, dar l-au readus pe Kirk Hinrich. În plus, au adăugat Marco Belinelli, Vladimir Radmanovic, Nazr Mohammed și Nate Robinson la lista de voturi prin intermediul agenției gratuite.
Rose a ratat întregul sezon 2012–13, dar în ciuda absenței sale, Bulls a terminat 45–37, al doilea în Divizia Centrală (în spatele Indiana Pacers) și al 5-lea în cadrul conferinței lor. Au învins Brooklyn Nets 4–3 (după ce au condus cu 3–1) în primul tur al playoff-urilor și au pierdut în Miami Heat 4–1 în runda următoare.
În timpul sezonului, Bulls a prins atât banda din victoria câștigătoare a celor 27 de jocuri de la Miami, cât și cea din 13 jocuri câștigătoare de la New York Knicks, devenind cea de-a doua echipă din istoria NBA care a prins două șiruri câștigătoare de 13 jocuri sau mai multe într-un sezon.
La doar 10 partide din sezonul 2013-14, Derrick Rose și-ar sfâșia meniscul medial într-o piesă fără contact. El a declarat că va lipsi restul sezonului. La 7 ianuarie 2014, avansul veteran Luol Deng a fost tranzacționat la Cavalerii din Cleveland pentru centrul Andrew Bynum și un set de alegeri. Bynum a fost renunțat imediat după încheierea comerțului. Taurii ar urma să încheie locul doi în Divizia Centrală cu 48 de victorii și au obținut avantajul terenului propriu în prima etapă. Cu toate acestea, din cauza lipsei unei arme puternice ofensive, nu au reușit să câștige un singur joc acasă, pe cale de a pierde în fața Wizards de la Washington în cinci jocuri.
În proiectul NBA din 2014, Bulls au tranzacționat alegerile 16 și 19 pentru Doug McDermott, fosta vedetă Creighton și al 5-lea marcator în istoria NCAA, care a fost selectată cu cel de-al 11-lea selecție, iar în turul doi, a luat-o pe Cameron Bairstow cu locul 49 alege. În afara sezonului, ei au semnat Pau Gasol, l-au semnat pe Kirk Hinrich și l-au adus pe Eurostar Nikola Mirotić, care a fost achiziționat prin intermediul unei operațiuni de tranzacționare în 2011, dar nu a putut veni mai devreme, din cauza constrângerilor de plafonare.

## 2014–2015: Derrick Rose revine la sănătate
A doua întoarcere a lui Derrick Rose le-a dat lui Bulls și fanilor lor optimism pentru sezonul 2014-15. Cu campionul NBA de 2 ori, Pau Gasol, și o bancă profundă formată din Taj Gibson, Nikola Mirotić, Tony Snell, Aaron Brooks, Doug McDermott, Kirk Hinrich, printre altele, Bulls au fost una dintre cele două echipe favorite pentru a ieși din est. Conferință împreună cu cavalerii din Cleveland. Bulls a început sezonul în stil, cu o victorie inovatoare a New York Knicks, iar apoi a câștigat 7 din primele lor 9 jocuri (pierderi venind la Cleveland Cavaliers și Boston Celtics). Apariția lui Jimmy Butler ca scor principal pentru Bulls a fost o surpriză majoră și s-a ridicat în fruntea cursei de premiere „Cel mai îmbunătățit jucător al anului”. Saltul statistic al lui Butler a fost remarcat de mulți drept unul dintre cei mai mari din Istoria NBA, [32] mergând de la marcarea a doar 13 puncte pe meci în 2013–14 la marcarea a 20 de puncte pe joc în 2014–15. Pau Gasol a fost considerat un atu imens pentru tauri și a realizat o dublă dublă pe tot parcursul sezonului. Atât Butler cât și Gasol au sfârșit prin a face echipa All-Star a Conferinței de Est. Cea de-a doua jumătate a sezonului Bulls a fost marcată de inconsistența și frustrarea setată de Derrick Rose, care a aruncat echipa pentru că nu a fost pe aceeași pagină. Tensiunea dintre management și Tom Thibodeau a continuat să fie un nor întunecat deasupra organizației. Taurii au terminat cu un record de 50–32 și a 3-a sămânță în Conferința de Est. Ei s-au confruntat cu Milwaukee Bucks în prima rundă și au profitat de tinerii și inexperienții Bucks urcând cu 3-0 rapid în serie. Cu toate acestea, inconsistența și faptul că nu se află pe aceeași pagină au afectat din nou Bulls, în timp ce Bucks a câștigat următoarele două jocuri, trimițând o sperietoare la Chicago. Cu toate acestea, Bulls a revenit cu furie în Game 6, învingându-i pe Bucks cu un record de playoff cu 54 de puncte câștigând seria 4–2. Următoarea rundă i-a văzut pe Tauri în fața rivalului lor arcul, Cleveland Cavaliers și cu cea mai mare nemesis a lor, LeBron James, care i-a bătut pe Tauri în toate cele trei precedente întâlniri din playoff. Taurii i-au șocat pe Cavs în jocul 1 dominându-i și niciodată fără final. În același mod, Cavs a răspuns în jocul 2, fără să întregească niciodată întregul joc. Într-un joc cu pivot 3 din Chicago, Bulls și Cavs s-au luptat strâns până la capăt, dar Bulls a dominat un ultim buzzer care a bătut cu 3 pointer de Derrick Rose. În jocul 4, Cavalierii ar răspunde încă o dată, LeBron James lovind lovitura bâzâitoare pentru a câștiga jocul. Bulls lipsa de consecvență și slaba manifestare ofensivă i-a condamnat încă o dată, în timp ce Cavalierii au câștigat manual următoarele două jocuri și au închis seria 4–2. După serie, au izbucnit speculații cu privire la securitatea locului de muncă a lui Tom Thibodeau, din cauza escaladării feudelor dintre Thibodeau și managerii de la biroul frontal Bulls Gar Forman și John Paxson.

## 2015-2016: Schimbare de abordare
Fred Hoiberg a fost al 22-lea antrenor principal în istoria francizei.
Pe 28 mai 2015, taurii l-au concediat pe Tom Thibodeau pentru a căuta o „schimbare în abordare”. [33] Taurii l-au numit pe Fred Hoiberg ca antrenor principal la 2 iunie 2015. [34] Taurii au avut doar 1 selecție de proiect în proiectul NBA din 2015 și l-au ales pe centrul Bobby Portis de la Universitatea din Arkansas. Mike Dunleavy Jr. a fost exclus pentru cel puțin primele patru luni ale sezonului după terminarea operației. Când Dunleavy a ieșit la nesfârșit, Bulls l-a promovat pe Doug McDermott la formația de start, la locul lui, în față. Înainte de începerea sezonului, antrenorul Fred Hoiberg a făcut o mișcare incredibil de controversată, punându-l pe Nikola Mirotić ca forță de plecare înainte de a-și face pereche cu centrul Pau Gasol, ceea ce înseamnă că Joakim Noah, un veteran Bulls de multă vreme și un favorit al fanilor a fost să vină de pe bancă. . Hoiberg a declarat presei că mișcarea a fost sugerată de Noah însuși, dar Noe a negat să fi făcut vreo sugestie lui Hoiberg, ceea ce a stârnit o neîncredere între cei doi înainte de a începe chiar sezonul.
Bulls a început bine sezonul 2015–16 cu o victorie impresionantă de 97-95 de deschidere a sezonului împotriva arhivaților și apărarea campionului Conferinței de Est, Cleveland Cavaliers și a sărit la un record de 8-3 în prima lună. Taurii au mers 10–9 și până la sfârșitul lunii noiembrie și decembrie. Taurii s-au întors și au câștigat șase jocuri directe. Cu toate acestea, la scurt timp după aceea, au pierdut 12 din următoarele 17 partide și Butler a ratat patru săptămâni după ce a rănit genunchiul. Bulls au fost eliminați din disputarea playoff-ului după o pierdere în Miami Heat la 7 aprilie 2016, deși au terminat sezonul cu un record câștigător de 42–40. A fost prima dată în 8 ani când Bulls a ratat playoff-urile.

## 2016–2017: Derrick Rose pleacă
Pe 22 iunie 2016, Derrick Rose și Justin Holiday, împreună cu un al doilea turneu de selecție din 2017, au fost tranzacționate la New York Knicks pentru centrul lui Robin Lopez și paznicii punctului Jerian Grant și José Calderón, care au fost tranzacționați în curând în Los Angeles. Lakers. [35] La 7 iulie, Bulls a anunțat semnarea înlocuirii lui Rose, gardianul Rajon Rondo. [36] Pe 15 iulie, Bulls l-a semnat pe Dwyane Wade, originar din Chicago. [37] La 17 octombrie 2016, Bulls a achiziționat Rookie of the Year, Michael Carter-Williams, în 2014, în schimbul lui Tony Snell. [38]
Pe 23 februarie 2017, Taj Gibson și Doug McDermott, împreună cu o selecție preliminară din turul doi din 2018, au fost tranzacționate către Oklahoma City Thunder pentru gardianul de puncte Cameron Payne, paznicul de tragere Anthony Morrow și pentru puterea de avansare / centru Joffrey Lauvergne. Bulls a obținut a opta serie în playoff-urile NBA din 2017, după ce a câștigat șapte din cele zece finale ale lor și a terminat sezonul cu un record 41–41. [39] Echipa s-a confruntat cu un avans de 2-0 împotriva celor mai bine semănate Boston Celtics în primul tur al playoff-urilor, dar în cele din urmă a pierdut seria după ce a pierdut următoarele patru meciuri. [40]

## 2017 - prezent: Reconstrucție
Pe 22 iunie 2017, Jimmy Butler, împreună cu primul tur de scrutin din Chicago din 2017, au fost tranzacționate la Timberwolves din Minnesota pentru Zach LaVine, Kris Dunn și prima selecție din Minnesota din 2017, pe care Bulls a folosit-o pentru a selecta Lauri Markkanen. În plus, pe 27 iunie, Bulls nu a oferit o ofertă calificată lui Michael Carter-Williams, permițându-i să intre într-o agenție gratuită fără restricții. La 30 iunie, Taurii au fost renunțați la Rajon Rondo și Isaia Canaan. Pe 10 iulie 2017, Justin Holiday a revenit la Bulls semnând un contract de 2 ani de 9 milioane de dolari. Pe 24 septembrie 2017, Dwyane Wade și Bulls ar fi convenit să cumpere anul rămas din contractul său. Adrian Wojnarowski a raportat că Wade a dat înapoi 8 milioane de dolari din contractul său de 23,2 milioane de dolari ca parte a acordului.
Pe 17 octombrie 2017, în practică a izbucnit o luptă între Bobby Portis și Nikola Mirotić, care sufereau o emoție și două oase rupte în față. [41] Portis a fost suspendat opt jocuri pentru rolul său în altercație, [42] iar Mirotić a ratat 23 de partide pentru a începe sezonul regulat. La 1 februarie 2018, Bulls a făcut comerț cu Mirotić și un al doilea tur de selecție pentru pelicanii din New Orleans, pentru o primă selecție pentru prima etapă și pentru Ömer Așık, Tony Allen și Jameer Nelson. [41] Taurii au terminat sezonul cu 27–55 record.
Pe 21 iunie 2018, Bulls l-a selectat pe Wendell Carter Jr. cu a șaptea selecție generală, iar cu 22 de selecție generală prin comerț cu New Orleans Pelicans, l-a ales pe Chandler Hutchison. Pe 8 iulie, Bulls s-a potrivit cu o ofertă pe care Zach LaVine a primit-o de la Sacramento Kings pentru o afacere de patru ani, de 78 de milioane de dolari. Pe 14 iulie, echipa a semnat Jabari Parker pentru un contract de 40 de ani de 40 de dolari, după ce directorul general al lui Milwaukee Bucks, Jon Horst, a eliminat oferta de calificare de pe agentul liber restricționat și i-a permis să devină fără restricții. O parte din acordul lui Parker a oferit Bulls o opțiune de echipă pentru al doilea an. Pe 3 decembrie, Bulls l-a concediat pe antrenorul principal Hoiberg după ce echipa a început sezonul 5–19 2018–19 și l-a promovat pe asistentul său Jim Boylen ca antrenor principal. Pe 3 ianuarie 2019, Bulls l-au tranzacționat pe Justin Holiday la Memphis Grizzlies în schimbul MarShon Brooks, Wayne Selden Jr. și alesei din turul doi din 2019 și 2020. MarShon Brooks și Cameron Payne au fost renunțați. [43] Pe 6 februarie, echipa a făcut tranzacții pentru Bobby Portis, Jabari Parker și o selecție din 2023 din runda a doua a Wizards din Washington, un schimb pentru Otto Porter. După un sezon plin de accidentări, schimbări de antrenor și tranzacții, Bulls a terminat cu 22–60 record lipsă de playoff-uri pentru al doilea an consecutiv.
Pe 20 iunie 2019, Bulls a selectat Coby White cu a șaptea selecție generală și Daniel Gafford cu 38 de alegeri în turul doi. În afara sezonului, echipa a semnat veteranii Tomas Satoransky și Thaddeus Young.
În aprilie 2020, Bulls și-a concediat directorul general Gar Forman, l-a reasignat pe John Paxson în rolul de consilier principal și l-au angajat pe Artūras Karnišovas în funcția de vicepreședinte executiv al operațiunilor de baschet. [44] În mai 2020, Bulls l-a angajat pe Marc Eversley în funcția de director general.

## Rivali
Cavalerii din Cleveland
Informații suplimentare: rivalitatea Bulls-Cavaliers
Pistoane Detroit
Informații suplimentare: rivalitatea Bulls-Pistons
Principalii rivali ai diviziei Bulls au fost Pistonii de la Detroit încă de când Bulls-ul condus de Iordania a întâlnit Pistoanele „Bad Boy” în semifinalele Conferinței de Est din 1988. Cele două echipe s-au întâlnit în playoff-uri patru ani consecutivi, Pistonii câștigând de fiecare dată până în 1991. Finala Conferinței de Est din 1991 s-a încheiat cu o măturare în patru jocuri a Pistonilor, care au mers de pe podea cu timpul încă pe ceasul jocului. [45] Rivalitatea a fost reînnoită în semifinalele Conferinței de Est din 2007, în care fostul punct de temel din Detroit Ben Wallace și-a întâlnit fosta echipă (Pistons a câștigat în 6 jocuri). Apropierea geografică și apartenența la Divizia Centrală intensifică și mai mult rivalitatea, care s-a caracterizat printr-un joc fizic intens, încă de când echipele s-au întâlnit la sfârșitul anilor '80. Fanii din Chicago au fost cunoscuți că nu-i place să facă echipele profesionale din Detroit, întrucât a fost în aceeași diviziune ca Chicago în toate cele patru mari sporturi din America de Nord până de curând, când Wings Roșii s-au mutat în Divizia Atlantică a Conferinței de Est pentru 2013-2014. sezon. [46]
Miami Heat
Informații suplimentare: Taurul - Rivalitatea cu căldura
The Bulls and Miami Heat rivalitatea a început odată ce Heat-ul a devenit concurență în anii 1990, un deceniu dominat de Bulls. Au fost eliminați de 3 ori de Chicago, care a câștigat titlul de fiecare dată. Rivalitatea a revenit datorită întoarcerii Bulls în playoff-urile din epoca post-Michael Jordan și apariția lui Dwyane Wade și Derrick Rose. Rivalitatea reînviată a fost foarte fizică, implicând jocuri dure și faulturi dure între jucători, în special acțiunile fostului jucător de la Heat, James Posey. Bulls and Heat s-au întâlnit în Finala Conferinței de Est din 2011, iar Heat a câștigat în 5 jocuri. Pe 27 martie 2013, Chicago a prins cu 27 de jocuri câștigătoare la Miami. The Bulls and Heat s-au întâlnit mai târziu în acel an în semifinalele Conferinței de Est din 2013. Miami a câștigat seria 4–1. De la plecarea lui LeBron James de la Miami, rivalitatea Bulls-Heat a cunoscut o duritate în comparație cu partea mai bună a secolului, în timp ce Bulls taie nădejdea lui Heat în sezonul regulat 2017.
New York Knicks
Informații suplimentare: rivalitatea Bulls-Knicks
O altă franciză cu care Bulls au concurat cu înverșunare este New York Knicks. Cele două echipe s-au întâlnit în playoff în patru ani consecutivi (1991–94) și din nou în 1996, seria echipelor de două ori (1992 și 1994) mergând în cele șapte jocuri complete. Totuși, prima lor confruntare din playoff a venit în 1989, când ambele echipe au fost numite „echipe în creștere”, sub Michael Jordan și respectiv Patrick Ewing (rivalitate care și-a început anul de început în partida de campionat de baschet din divizia I a NCAA masculin din 1982, iar Jordan a lovit săritor de finală). Acea primă confruntare ar aparține Chicago cu șase jocuri din semifinale de est. Taurii au câștigat în primii trei ani (1991–93) înainte de a pierde în 1994, dar s-au răzbunat în 1996. Ca și în cazul Detroit, rivalitatea istorică dintre orașe a dus la animozitate între echipe și, ocazional, fanii lor.

## Tradiții

### Introducerea introducerii liniei
În timpul cursei dominante de Bulls, introducerea jucătorilor a devenit de renume mondial. Crainicul de lungă durată, Tommy Edwards, a fost primul care a folosit „Sirius”, [47] „On The Run” și alte melodii în prezentarea jocului în NBA. Când Edwards s-a mutat la Boston pentru angajare la CBS Radio, el a fost înlocuit de Ray Clay în 1990, iar Clay a continuat multe dintre aspectele tradiționale ale prezentărilor Bulls, inclusiv muzica, „Sirius”, de la Alan Parsons Project, pentru toate cele șase runde de campionat. . Luminile sunt întunecate pentru prima dată în timpul introducerii echipei vizitatoare, însoțite de „The Imperial March” din Star Wars compus de John Williams sau „On the Run” de Pink Floyd sau „Tick of the Clock” de Chromatics. Practic toate luminile de pe stadion sunt apoi oprite pentru introducerea Bulls, iar un spot iluminează fiecare jucător în timp ce este introdus și aleargă pe teren; reflectorul este, de asemenea, axat pe sigla Bulls înainte de introducere. De la trecerea la Centrul Unite, au fost adăugate lasere și artificii și, odată cu îmbunătățirea ecranului video al arenei, pe calea Albă, s-au adăugat grafică computerizată pe monitoarele stadionului. Aceste elemente grafice prezintă „Alergarea taurilor”, animată 3D, pe traseul către Centrul Unite, de-a lungul drumului, zdrobind un autobuz cu logo-ul echipei adverse. Întâmplător, Alan Parsons a scris „Sirius” pentru propria trupă și a fost inginerul de sunet pentru „On the Run” din albumul lui Pink Floyd, The Dark Side of the Moon.
În mod tradițional, jucătorii au fost introduși în următoarea ordine: înaintare mică, avansare cu putere, centru, pază punct, pază de tragere. În perioada campionatului, Scottie Pippen a fost de obicei primul (sau al doilea după Horace Grant) jucătorul Bulls introdus, iar Michael Jordan ultimul. (Pippen și Jordan sunt singurii jucători care au jucat pe toate cele șase echipe ale campionatului Bulls.) Mai recent, odată cu sosirea lui Derrick Rose, paznicii au fost inversați în ordine, făcând ca garda punctului de rasă din Chicago să fie ultimul jucător introdus. Deși disputele interne au dus în cele din urmă la demiterea lui Clay, Bulls în 2006 a anunțat întoarcerea lui Tommy Edwards în calitate de crainic. [48]
Ca parte a revenirii lui Edwards, introducerile s-au schimbat pe măsură ce o nouă introducere a fost dezvoltată de Lily și Lana Wachowski, Ethan Stoller și Jamie Poindexter, toate din Chicago. Introducerea a inclus și un remix nou compus din tema tradițională Sirius.
Pantofi și șosete negre
Taurii au o tradiție neoficială de a purta pantofi negri (indiferent că sunt acasă sau plecați) în timpul playoff-urilor, care datează până în 1989, când au debutat tradiția. [49] Brad Sellers a sugerat să poarte pantofi negri ca mijloc de a arăta unitatea în cadrul echipei. Pentru playoff-urile din 1996, au devenit prima echipă care a purtat șosete negre cu pantofii negri, similar cu Universitatea Michigan și Fab Five, care a început tendința în facultate mai devreme în deceniu. De vreme ce, multe echipe au acest aspect atât în sezonul regulat, cât și în playoff-uri. Sa remarcat când Bulls și-a făcut prima apariție în playoff în sezonul 2004-2005 după un hiatus de șase ani, ei au continuat tradiția și au purtat încălțăminte neagră. [50]
Chiar dacă taurii poartă, în general, încălțăminte neagră în playoff din 1989, au existat câteva excepții notabile. În playoff-urile din 1995 împotriva Magic-ului, când Michael Jordan a debutat pantofii Air Jordan XI, a purtat culoarea albă în timpul jocurilor de playoff ale Bulls la Orlando. El a fost amendat de Tauri pentru că nu a respectat politica lor de redirecționare. În timpul playoff-urilor din 2009, Bulls a încălcat din nou tradiția atunci când toți jucătorii au purtat pantofi albi și șosete în jocul 3 din primul tur împotriva celor de la Boston Celtics. [51] Mai recent, de la relaxarea NBA în ceea ce privește regulile culorilor de adidași, unii jucători de la Bulls au purtat adidași roșii sau albi în sfidarea tradiției.
Excursia la circ
Taurii și colegii lor de arena, Chicago Blackhawks, au împărtășit o tradiție ciudată care datează de deschiderea stadionului Chicago. În fiecare toamnă, acum, defunctul Ringling Bros. și Barnum & Bailey Circus, Feld Entertainment, veneau la Chicago în cadrul turneului său național. Întrucât a folosit locații interioare mari, mai degrabă decât corturi, a preluat Centrul Unite pentru întreaga sa desfășurare, iar Bulls au fost obligați, împreună cu Blackhawks, să facă o călătorie extinsă care a durat în jur de două săptămâni. Începerea „călătoriei de circ”, după cum au numit-o mulți sportivi, a fost remarcată în ziarele locale, televiziunile și rapoartele de radio, drept „călătoria de circ”, împreună cu programe naționale precum SportsCenter. [52] [53] Președintele Blackhawks, Rocky Wirtz, care deține proprietatea Centrului Unit alături de președintele Bulls, Jerry Reinsdorf, a lăsat contractul să curgă după rularea 2016 a circului și a condensat rulajul local anterior de două săptămâni al lui Feld's Disney on Ice la o perioadă de o săptămână efectivă. Februarie 2018. [54] [55] Circul în sine va fi întrerupt în 2017.

## Nume, logo și uniforme
Nume
Dick Klein dorea un nume care să evocă industria tradițională de ambalare a cărnii din Chicago (în mod similar francizei Packers precursor) și apropierea de stadionul Chicago față de unitățile Stock Stock. Klein a considerat nume precum Matadors sau Toreadors, dar le-a respins, spunând: „Dacă vă gândiți la asta, nicio echipă cu până la trei silabe în porecla ei nu a avut niciodată prea mult succes, cu excepția [Montreal Canadiens]. După ce a discutat posibile nume cu familia sa, Klein s-a așezat pe Bulls când fiul său Mark a spus: „Tată, asta este o grămadă de tauri!” [56]

### Chicago Bulls wordmark (1966 - prezent)
Siglă
Taurii sunt unici prin faptul că au folosit același logo cu o schimbare foarte mică de la înființarea echipei. Logo-ul iconic este un chip de taur roșu încărcat. Logo-ul a fost proiectat de notorul grafician american Dean P. Wessel [57] și a fost adoptat în 1966. La un moment dat, Bulls a avut și un logo alternativ la începutul anilor '70, care conține același logo Bulls, dar cu un nor care spune „Orașul vântos” sub nasul taurului.
Uniforme
Uniforme 1966–73
Taurii poartă în prezent trei uniforme diferite: o uniformă albă, o roșie și o alternativă neagră. Uniformele originale erau aproape estetic de ce poartă taurii astăzi, prezentând un diamant iconic care înconjoară sigla Bulls pe pantaloni scurți și inscripționarea blocurilor. Ceea ce distingea uniformele inițiale erau umbrele cu picături negre, dungi laterale roșii sau albe cu margini negre și scrisori albe pe uniformele roșii. Pentru sezonul 1969–70, uniformele roșii au fost modificate pentru a include numele orașului. [58]
Uniforme 1973–85
Pentru sezonul 1973–74, taurii și-au schimbat drastic aspectul, îndepărtând dungile laterale și lăsând umbrele în timp ce mutau numerele din față spre pieptul stâng. În timp ce uniformele albe au văzut semnul „Tauri” trecând de la un aranjament arcuit vertical la o arcuire radială, uniformele roșii au văzut o transformare mai semnificativă, cu litere negre și un simbol „Chicago”. Cu câteva modificări în scris, aceste uniforme au fost folosite până în 1985. [58]
Acest set uniform a fost reînviat ca o uniformă de aruncare în anii 2003-2004 și 2015-16.
1985 - prezente uniforme
Începând cu sezonul 1985–86, taurii și-au actualizat uniforma. Printre schimbările mai notabile ale aspectului s-au numărat numerele uniforme și un semn de cuvânt „Tauri” arcuit vertical atât în uniformele roșii cât și în cele albe. Ca și setul anterior, această uniformă a văzut câteva modificări în special în tratarea numelui jucătorului. [58]
Când Nike a devenit furnizor de uniforme al NBA în 2017, Bulls a păstrat în același aspect, cu excepția dezbrăcării umărului trunchiat și a adăugării celor patru stele din Chicago de pe talie. Odată cu eliminarea desemnărilor de pe Nike și NBA, uniformele de la casă și din afară, Bulls a anunțat, de asemenea, că uniformele lor „Icon” roșii vor deveni uniformele de acasă, iar uniformele albe „Association” vor deveni uniformele lor în deplasare. [59]
Uniforme negre alternative
În sezonul 1995–96, taurii au adăugat o uniformă neagră la setul lor. Aspectul inițial a prezentat coli roșii și îi lipsea diamantul clasic pe pantaloni scurți. Acest set a fost reluat ca uniforme de aruncare în anotimpurile 2007-2008 și 2012-2013. [58]
Din anii 1997–98 până în anii 2005–06, taurii au purtat uniforme negre ușor modificate, fără margini. Acest set, cu câteva modificări ușoare ale șablonului, a marcat și întoarcerea numelui orașului în fața uniformei în sezonul 1999-2000.
Sezonul 2006-2007 a înregistrat o altă schimbare în uniforma neagră a taurilor, acum seamănă cu uniforma roșie și albă cu adăugarea unui diamant roșu în pantaloni scurți. Pentru sezonul 2014–15, uniformele au fost modificate puțin pentru a include mâneci și un tratament cu diamant modernizat în negru cu margini roșii și albe. [58]
Începând cu sezonul 2017–18, uniformele negre ale Bulls au rămas în majoritate neatinse pentru trecerea menționată la noul logo Nike, care a afectat tratamentul către țeavă. Nike a denumit, de asemenea, această uniformă drept uniforma „Declarație”, cu referire la a treia sa de tricouri. Taurii au început să poarte uniformele Declarație după Ziua Recunoștinței și este folosit în prezent în jocurile din deplasare împotriva echipelor care poartă uniformele albe, gri / argintii sau crem.
Sezonul 2019-2020 a marcat întoarcerea pinstrip-urilor la uniforma „Declarație” a taurilor, deși în gri închis. În plus, tratamentul cu diamante a revenit la roșu, tubularea a fost modificată și patru stele în șase puncte au fost prezentate pe linia centurii. Taurii au purtat această uniformă „Declarație” în jocuri selecte de acasă și în deplasare împotriva echipelor care poartă uniforme albe, cremă sau argintie. [60] [61]

## Alte uniforme
În sezonul 2005-2006, Bulls a onorat defunctul Chicago Stags prin purtarea uniformelor de aruncare roșie și albastră a echipei. Setul a prezentat topuri roșii și pantaloni scurți albaștri.
Din 2006 până în 2017, Taurii au purtat o versiune verde a uniformelor roșii în săptămâna Zilei Sf. Patrick din martie. Singurele elemente roșii vizibile au fost cele găsite pe sigla echipei. Pentru 2015, Bulls au purtat versiuni cu mâneci ale uniformei verzi, care aveau litere albe cu aur și negru, iar semnul „Chicago” înlocuind „Taurii” în față. În 2016 și 2017, au purtat aceleași uniforme, fără mâneci.
Între 2009 și 2017, taurii au purtat o variație a uniformelor roșii ca parte a festivităților „Noche Latina” ale NBA în fiecare martie. Singura schimbare notabilă în această uniformă a fost semnul „Los Bulls” din față. Pentru 2014, Bulls a retras scurt aspectul în favoarea unei uniforme cu mânecă neagră, cu „Los Bulls”, în alb cu roșu.
În timpul sărbătorilor „Săptămânii verzi” din NBA, taurii au purtat și uniforme verzi, dar cu o nuanță puțin mai întunecată din partea omologilor lor de Ziua Sf. Patrick. Și-au folosit uniformele alternative negre ca șablon. Au îmbrăcat uniformele într-un joc împotriva celor de la Philadelphia 76ers pe 9 aprilie 2009.
Taurii au purtat, de asemenea, uniforme de Crăciun în ediție specială, ca parte a jocurilor de Crăciun ale NBA. Uniformele de Crăciun unice au fost următoarele:
2012: uniforme roșii monocrome cu litere în roșu cu nuanțe negre.
2013: uniforme roșii cu mâneci cu logo-ul Bulls din argint.
2014: versiunea modificată a uniformei roșii, cu logo-ul Bulls în față și o plăcuță albă contrastantă cu numele jucătorului.
2015: uniforme roșii cu litere de scenă ornamentate în cremă.
2016: uniforme roșii monocrome cu litere de scenă ornamentate în negru.
În perioada 2015 - 2017, taurii au purtat o uniformă cu mâneci „Pride” gri, cu numele echipei și alte inscripții în roșu cu decupaj alb. Pantaloni scurți au prezentat o versiune mai modernizată a diamantului, împreună cu patru stele cu șase colțuri de o parte și de alta.
În sezonul 2017-18, Bulls a purtat uniforme speciale „City” proiectate de Nike. Uniformele, concepute pentru a aduce un omagiu drapelului Chicago, sunt în alb și prezintă clasicul scenariu "Chicago" și numerele în roșu, cu nuanțe de albastru deschis, împreună cu patru stele cu șase colțuri pe fiecare parte.
Uniforma „City” a lui Bulls 2018–19 este din nou inspirată din drapelul Chicago, cu o bază neagră și o porțiune a steagului cu patru stele roșii în șase puncte și două dungi albastre pulbere în față.
Uniforma „Orașului” Bulls pentru anii 2019-2020 a continuat tema steagului, cu o bază albastră deschisă și un logo al Bulls-urilor în față. Uniforma predominant albastră s-a inspirat și din apele lacului Michigan și ale râului Chicago.

## Mascote
Benny the Bull în februarie 2018
Vezi și: Benny the Bull
Benny Bull este principala mascotă a Chicago Bulls. A fost introdus pentru prima dată în 1969. Benny este un taur roșu care poartă numărul 1. Benny este unul dintre cele mai vechi și cunoscute mascote din toate sporturile profesionale. Taurii au avut și o altă mascotă pe nume Da Bull. Prezentat în 1995, el a fost descris pe site-ul echipei ca fiind vărul înalt al lui Benny, cunoscut pentru abilitățile sale de scufundare. Bărbatul care l-a înfățișat pe Da Bull a fost arestat în 2004 pentru deținere și vânzare de marijuana din mașina sa. [62] Da Bull a fost retras la scurt timp după incident. În timp ce Benny are un design potrivit pentru familie, Da Bull a fost conceput ca un taur mai realist. Spre deosebire de Benny, Da Bull era maro. Avea, de asemenea, o expresie facială semnificativă și purta numărul 95.

## Mass-media
Articol principal: Lista emisorilor Chicago Bulls
Radio
Jocurile echipei sunt difuzate pe WSCR-ul Entercom (670) începând cu 3 februarie 2018. Din octombrie 2015-ianuarie 2018, jocurile au fost purtate pe WLS-ul Cumulus Media (890) într-un acord care se preconiza că va dura până în sezonul 2020-2021, dar a fost anulată la mijlocul sezonului 2017–18, după ce Cumulus a depus pentru falimentul capitolului 11 și a anulat mai multe contracte mari de jocuri de joc și talent. [72] [73]
Chuck Swirsky face play-by-play, Bill Wennington oferind comentarii despre culori. WRTO (1200) de la Univision Radio a purtat acoperirea jocurilor în limba spaniolă din 2009-2010, cu Omar Ramos în calitate de crainic pentru play-by-play și Matt Moreno ca analist color.

## Televiziune
Emisiunile televizate Bulls sunt televizate de NBC Sports Chicago, care transmite toate jocurile care nu sunt televizate la nivel național începând din sezonul 2019-2020. Timp de mai mulți ani, emisiile au fost împărțite între NBC Sports Chicago (și anterior, FSN Chicago), WGN-TV și WCIU-TV. [74] Crainicii sunt Neil Funk și Stacey King.
La 2 ianuarie 2019, Bulls (împreună cu Chicago White Sox și Chicago Blackhawks) au convenit o tranzacție exclusivă pe mai mulți ani cu NBC Sports Chicago, punând capăt emisiilor echipei de pe WGN-TV după sezonul 2018-1919.